# Eurycope tumidicarpus
Eurycope tumidicarpus is een pissebed uit de familie Munnopsidae. De wetenschappelijke naam van de soort is voor het eerst geldig gepubliceerd in 2002 door Schmid, Nils Brenke & Waegele.